# التاريخ البيئي لأمريكا اللاتينية
شكل التاريخ البيئي لأمريكا اللاتينية محور اهتمام عدد من العلماء، منذ أواخر القرن العشرين، لكن المؤرخين قد أدركوا قبل ذلك أن البيئة لعبت دورًا رئيسيًا في تاريخ المنطقة. تطور التاريخ البيئي بشكل عام كمجال متخصص وواسع ومتنوع. اهتم العلماء وفقًا لأحد تقييمات هذا المجال، بشكل أساسي «بثلاث فئات من البحث: الاستعمار، والرأسمالية، والحفظ» ويركز التحليل على سرديات التدهور البيئي. يسود هذا المجال العديد من التيارات، إذ يدرس أحدها البشر ضمن أنظمة بيئية معينة، ويتعلق الآخر بعلاقة البشر الثقافية بالطبيعة، والسياسات البيئية والسياسة. تشمل الموضوعات العامة التي يدرسها الباحثون، الحراجة، وإزالة الغابات، والمناظر الطبيعية الريفية، وخاصة الصناعات الزراعية التصديرية وتربية المواشي، والحفاظ على البيئة من خلال المناطق المحمية مثل الحدائق والمحميات، ومسائل المياه بما في ذلك الري والجفاف والفيضانات والسيطرة عليها من خلال السدود وإمدادات المياه في المناطق الحضرية واستخدامها ومياه الصرف.
يُصنف هذا المجال البحث غالبًا بشكل جغرافي وزمني ومواضيعي. يركز الكثير من التاريخ البيئي لأمريكا اللاتينية على القرنين التاسع عشر والقرن العشرين، إلا أن الأبحاث حول القرون الثلاثة الأولى (1500-1800) من التأثير الأوروبي قد تزايدت. رسخ هذا المجال نفسه كمسعى أكاديمي محدد، ومن ثم تأسست مجلة التاريخ البيئي في عام 1996، كمشروع مشترك لجمعية تاريخ الغابات والجمعية الأمريكية لتاريخ البيئة. شُكلت جمعية أمريكا اللاتينية ومنطقة البحر الكاريبي للتاريخ البيئي في عام 2004. تتضمن الأعمال المرجعية القياسية لأمريكا اللاتينية الآن قسمًا عن التاريخ البيئي.

## استخدام الأراضي الأصلية قبل الاحتكاك الأوروبي
انتُقد المؤرخون البيئيون لما يُدعى «الحداثة» أي دراسة القضايا البيئية في القرن العشرين. كانت أعمال علماء الآثار والمؤرخين التي ركزت على الحقبة الاستعمارية في أمريكا اللاتينية (1492-1825) والتي لم تكن تسمى «التاريخ البيئي» في ذلك الوقت، بمثابة رد على هذا النقد. كيّف النشاط البشري بيئة أمريكا اللاتينية قبل وقت طويل من وصول الأوروبيين في أواخر القرن الرابع عشر.
نشأت الحضارات الأصلية المستقرة في وسط المكسيك ومرتفعات الأنديز، إذ أنتجت مجموعات السكان الأصليين فوائض زراعية من الكربوهيدرات المحلية والذرة والبطاطا. سمحت هذه الفوائض بالتمايز الاجتماعي والتسلسل الهرمي، وتشكيل المستوطنات الكبيرة ذات العمارة الضخمة، والحالات السياسية التي يمكن أن تطلب العمالة والإشادة من مجموعات السكان المتزايدة.
طرأ تغير كبير على المشاهد الطبيعية من أجل إنشاء المزيد من الأراضي الصالحة للزراعة والإنتاجية. تميزت الزراعة في أمريكا الوسطى (منطقة وسط وجنوب المكسيك وأمريكا الوسطى) بأساليب زراعية مكثفة لتعزيز إنتاجهم الغذائي ومنحهم ميزة تنافسية على الشعوب الأقل مهارة.
تضمنت هذه الأساليب الزراعية المكثفة القنوات، والمدرجات، والحقول المرتفعة، والحقول الممتلئة، والكينامبا، واستخدام براز الإنسان كسماد (التربة الليلية)، والمستنقعات الموسمية أو الباجوس، واستخدام الوحل من الباجوس لإنشاء الحقول الخصبة، والسدود، والري، وخزانات المياه، والعديد من أنواع أنظمة تخزين المياه، والأنظمة الهيدروليكية، واستصلاح المستنقعات، وأنظمة السدود، وغيرها من التقنيات الزراعية التي لم تُفهم بالكامل بعد. شكلت الذرة أساس النظام الغذائي عند السكان الأصليين. عُدت العوامل البيئية فيما بعد حاسمة في «الانهيار» عندما توقف تشييد العمارة الضخمة في منطقة المايا الجنوبية. تسبب النشاط البشري في إزالة الغابات، وقد يكون الجفاف ناشئًا من إزالة الغابات.
كان قد مر 600 عام من نمو الغابات وبقاء أطلال الهياكل الأثرية بحلول الوقت الذي بدأ فيه الإسبان استكشاف أمريكا الوسطى في أوائل القرن السادس عشر، وكانت المجموعات السكانية قليلة العدد ومستوطناتهم مبعثرة، واعتمدوا على زراعة الكفاف.
أثبتت مجموعات المايا المتناقصة أنها أكثر مقاومة للغزو الأوروبي والتوحيد من غزوهم لإمبراطورية الأزتك. لم يختف شعب المايا، لكنه تكيف بشكل أكثر استدامة مع الطبيعة. أدت المدرجات في السفوح شديدة الانحدار في جبال الأنديز إلى التوجه لزراعة الأرض، إذا كانت البطاطا المصدر الرئيسي للكربوهيدرات. دُجّنت اللامة والألبكة، وكانتا مصدرًا غذائيًا للبروتين، إلا أن اللامة لم تُسخّر للعمل الزراعي، لعدم مقدرتها على حمل ما يزيد عن 50 كيلو غرامًا من الأحمال. سُكنت المناطق غير المناسبة للزراعة المستقرة عادةً من قبل مجموعات سكانية صغيرة، أغلبهم من مجموعات الأقارب الممتدة، ومارسوا الصيد وتجمعوا على أساس جندري.
لم تكن هناك حيوانات كبيرة مستأنسة مناسبة للتدجين لتسخيرها للتحميل أو التنقل. جلب الإسبان الخيول معهم إلى المناطق الصحراوية وشبه القاحلة، ورُبت من قبل العديد من مجموعات السكان الأصليين، ما أدى إلى تغيير أساليب حياتهم.

## التحولات البيئية حوالي 1500-1825
كيّف السكان الأصليون شكل البيئة واستخدموا مواردها، لكن الأوروبيين غيّروا البيئة بشكل أكبر من خلال استخراج الموارد على نطاق واسع، لا سيما التعدين، وتحويل الزراعة إلى زراعة المحاصيل لإطعام سكان الحضر وإدخال الثروة الحيوانية، التي استخدمت للطعام والجلود والصوف والشحم. ازدادت إزالة الغابات بوتيرة سريعة واستولى الأوروبيون على الموارد المائية.

### المرض والانهيار الديموغرافي
تغيرت البيئة الطبيعية في أجزاء كثيرة من أمريكا اللاتينية، مع الاستيراد المتعمد لنباتات وحيوانات العالم القديم والانتشار غير المقصود للأمراض التي جلبها الأوروبيون (الجدري والحصبة وغيرهما). دمرت الأمراض الأوروبية السكان الأصليين. دفعت الكارثة الديموغرافية السكان الأصليين على الجزر التي استوطنها الأوروبيون لأول مرة إلى استكشافهم للآخرين في منطقة البحر الكاريبي ونشوء غارات العبيد، مع عواقب ذلك على التركيبة السكانية الإجمالية لمنطقة البحر الكاريبي.
تكررت الكارثة الديموغرافية في القرن السادس عشر، مع استمرار استكشاف الأوروبيين واستقرارهم بشكل أكبر. فكر العلماء في الآونة الأخيرة فيما إذا كان لخسارة المجموعات السكانية تأثير على مستويات ثاني أكسيد الكربون، والذي ربما أدى إلى «العصر الجليدي الصغير».

### السلع والبيئة في أوائل الحقبة الاستعمارية
لم يكن للتعدين الغريني للذهب في منطقة البحر الكاريبي تأثير كبير على البيئة الطبيعية، ولكن كان له تأثير مدمر على السكان الأصليين. سعى الأوروبيون إلى عمالة السكان الأصليين من أجل التعدين الغريني مع استبعاد الأنشطة الأخرى، بما في ذلك رعاية المحاصيل. بدأ الأوروبيون مداهمة العبيد في أماكن أخرى من منطقة البحر الكاريبي. وُجد أن فنزويلا وجزيرة كوباغوا وجزيرة مارغريتا مناطق غنية بمحار اللؤلؤ. كان سكان المنطقة الأصليين يحصدونها منذ فترة طويلة ويتاجرون بها مع الأوروبيين. ازداد طلب الأوروبيين على اللآلئ، وأفسحت الطرق المحلية الدقيقة والانتقائية المجال لتدمير الإسبان بالجملة لمرابي المحار بشبكات التقاط المحار.
تدخل التاج الإسباني في محاولة لمنع المزيد من الدمار، وحظر هذه الشبكات ومحاولة الحفاظ على استدامة مصايد المحار. لم تكن الظروف البيئية التي يحتاجها محار اللؤلؤ لإنتاج كنوزهم معروفة لهم، مثل الملوحة المناسبة ودرجة حرارة الماء والنوع الأمثل لقاع البحر، لكن من الواضح أن حصاد اللؤلؤ غير المتطور دمر استدامة مرابي المحار.